# Krzysztof Gierczyński
Krzysztof Gierczyński (ur. 23 stycznia 1976 w Gubinie) – polski siatkarz, reprezentant kraju, grający na pozycji przyjmującego.
Krzysztof Gierczyński zadebiutował w kadrze narodowej w 1997 roku w meczu z Finlandią, kiedy trenerem reprezentacji był Hubert Jerzy Wagner. Na występ w dużej imprezie czekał do 2008, kiedy został powołany do kadry na Ligę Światową oraz Igrzyska Olimpijskie.
Karierę sportową zakończył w wieku 39-lat, w 2015 roku.
Od sezonu 2019/2020 został prezesem klubu KS Atak Gorzów Wielkopolski.
Jest właścicielem firmy ART METAL.

## Życie prywatne
Ma żonę Katarzynę i dwoje dzieci: Paulinę i Dawida.

## Sukcesy klubowe
Liga polska:
- 1998, 2003, 2008, 2009
- 1997, 2004, 2005, 2010, 2013, 2014

Puchar Polski:
- 2008

Puchar Challenge:
- 2012

Liga Mistrzów:
- 2014